# 三交乡
三交乡，是中华人民共和国四川省雅安市汉源县曾经下辖的一个乡。2019年12月，撤销三交乡，将其所属行政区域划归宜东镇管辖。

## 行政区划
三交乡撤销前下辖以下地区：
三交村、高桥村、汉恩村、永和村和河坝村。